# معركة كسلا
وقعت  معركة كسلا  بين القوات الاستعمارية الإيطالية في اريتريا التي كانت خاضعة للاستعمار الإيطالي وبين قوات المهدي السودانية المرابطة في كسلا في سنة 1894 م.
احتك الجيش الإيطالي مع قوات المهدية على مشارف كسلا واقتحم خنادقها ومتاريسها وتمكن من ايقاع الهزيمة عليها بسبب كثافة نيرانه، وانسحبت القوة المهدية نحو نهر عطبرة فدخل الإيطاليون كسلا ولكنهم لم يتقدموا نحو المناطق الأخرى في السودان.
وكانت إيطاليا ترى بأن كسلا تابعة لها بموجب اتفاقية 15 ابريل/ نيسان 1891، إلا أن استيلاء المهدي على السودان كله بما فيه كسلا حال دون ممارسة سيادتها عليها. فضلاً عن ذلك كان وجود قوات المهدي في كسلا على تخوم الأراضي الأريترية يشكل تهديداً خطيراً لسيادتها على مستعمراتها في شرق أفريقيا وبالأخص اريتريا التي كانت تقطنها أغلبية مسلمة كثير منها ينتمي إلى قبائل تقطن في السودان وبالتحديد في منطقة كسلا كقبائل البجة مما يعني إمكانية انضمامها إلى ثورة المهدي التي كانت تعتمد في قوتها على الواعز الديني. وبالفعل كان الدراويش يقومون من فترة لأخرى بشن حملات عسكرية في الأراضي الأريترية متوغلين حتى منطقة أغوردات التي أقام فيها الطليان حامية عسكرية لوقف محاولات تمدد قوات المهدي نحو العمق الإريتري.

## اسباب وقوع المعركة
قرر الحاكم الإيطالي لإريتريا الجنرال أورستي براتيري إنهاء هذا الوضع وإزالة التهديد باحتلال كسلا. فجمع قوة من السكان المحليين عددها 2526 عسكري وقام بتدريبهم وشكل منهم مفرزة وضعها تحت إمرة 56 ضابطاً إيطالياً و41 صف ضابط بقيادته، مزودين بالأسلحة النارية والمدافع، وأمر بهجوم استباقي بعدما وصلت إليه معلومات بتحركات مهدية في المنطقة.

## وقائع المعركة وسيرها

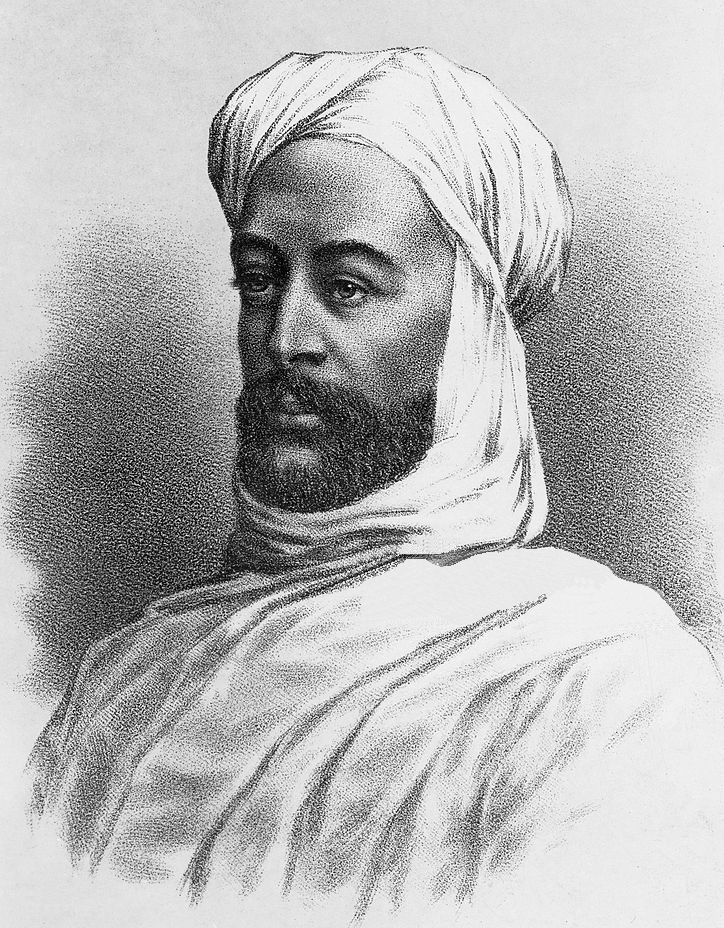
محمد أحمد المهدي قائد الثورة المهدية في السودان

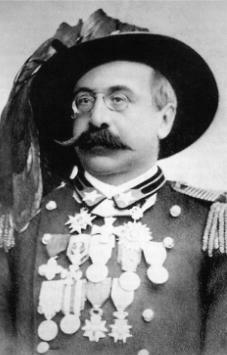
الجنرال باراتيري القائد الإيطالي في معركة كسلا

تحرك الرتل العسكري الإيطالي من أغوردات نحو السودان في 12 يوليو / تموز ووصل صباح يوم الثلاثاء إلى مشارف مدينة كسلا ليصطدم بخط الجبهة الأمامي للقوات المهدية المتكون من خنادق ومتاريس أعدها الدروايش للدفاع عن المدينة. كانت قوة الدروايش تقدر 2000 مقاتل منهم 600 من فرسان البقارة يقودهم أمير كسلا مساعد قيدوم. استبسل الدراويش في القتال إلا أن كثافة نيران القوات الغازية أدت إلى كسر صمودهم وأوقعت فيهم خسائر كبيرة في الأرواح فتشتت قوتهم وانسحب ما تبقى منهم نحو نهر عطبرة.

## نتائج المعركة

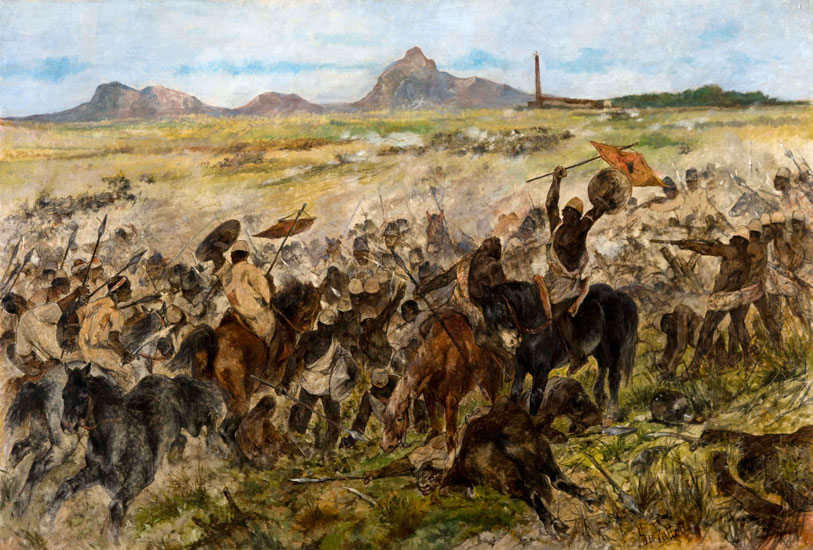

كانت خسائر الطليان حسب مجلة نيويورك تايمز التي أوردت الخبر في عددها بتاريخ 20 يوليو / تموز سنة 1894 
طفيفة جداً مقابل خسائر القوات المهدية التي بلغت أكثر من 1400 ما بين قتيل وجريح. واستولى الإيطاليون على رايتين وبضعة مدافع، وأرسل ملك إيطاليا هيوبورت ورئيس وزرائه تشريسي برقية تهنئة إلى الجنرال المنتصر.